# Улица Фатыха Карима (Казань)
Улица Фатыха Карима (тат. Фатыйх Кәрим урамы, Fatıyx Kärim uramı) — улица в Вахитовском районе Казани. Названа в честь поэта Фатыха Карима (Фатих Ахметвалеевич Карим, 1909-1945). 

## География
Пересекается со следующими улицами:
- улица Шигабутдина Марджани
- улица Каюма Насыри
- улица Габдуллы Тукая
- Юнусовская площадь
- улица Сары Садыковой[вд]
- улица Гаспринского

## История
До революции 1917 года носила название Поперечная 2-я улица или 2-я Поперечно-Захарьевская улица и относилась к 5-й полицейской части г. Казани. В 1914 году постановлением Казанской городской думы улица была переименована в Юнусовский переулок, но фактически это название не использовалось. Со второй половины 1920-х гг. называлась Поперечно-Тукаевской улицей.
Современное название присвоено 4 декабря 1953 года.
В первые годы советской власти административно относилась к 5-й части города; после введения в городе административных районов относилась к Сталинскому (с 1956 года Приволжскому, 1935–1994), Приволжскому и Бауманскому (1973–1994) и Вахитовскому (с 1994 года) районам.

## Примечательные объекты
- №11/69 — дом Беркутова
- №14/67 — дом Юнусовых-Апанаевых
- №22/6 — здание медресе «Музаффария»